# Assedio di Perasto
L'assedio di Perasto fu una battaglia combattuta nel 1654 tra la Repubblica di Venezia e l'Impero ottomano durante la quinta guerra ottomano-veneziana, chiamata anche guerra di Candia.
I Veneziani ne uscirono vittoriosi respingendo l'attacco ottomano.

## Preludio
Perasto si era guadagnata, grazie allo spontaneo aiuto dato nel 1368 alla flotta della Serenissima durante un terribile assedio, il titolo di "fedelissima gonfaloniera", che mantenne fino alla caduta della Repubblica. Per decreto speciale del Senato la città ebbe l'onore e il dovere di custodire il gonfalone di guerra della flotta veneta e i dodici Gonfalonieri di Perasto costituivano la guardia armata del Doge.
Nel 1654, le forze ottomane controllavano oramai quasi tutta la parte nord-occidentale della zona attorno a Cattaro nell'attuale Montenegro e quindi Perasto era vista come una pericolosa spina nel fianco. Oltre alla storicà fedeltà, Perasto era particolarmente strategica per la Repubblica Veneta perché proteggeva l'importante città veneziana di Cattaro e le sue bocche.
Nel 1654 i Veneziani avevano cercato senza successo di catturare la città di Tenin anche se erano riusciti ad impossessarsi di buona parte del Popovo. In seguito a tali eventi fu ordinato ai Sangiaccati di Erzegovina di attaccare Perasto.
Bisogna anche rilevare che gli ottomani erano infastiditi dai continui attacchi degli aiduchi alleati dei Veneziani. Con l'arrivo degli Ottomani nel Montenegro circa 1500 persone fuggirono dall'Erzegovina orientale all'inizio del 1654 e si insediarono in territori veneziani nella baia di Cattaro. Tra di loro c'erano almeno 500 aiduchi i quali sebbene fossero di fede ortodossa erano benvenuti dalle autorità veneziane di Perasto che concedettero loro dei terreni, creando una sorta di frontiera militare tra i territori veneziani dell'Albania Veneta e ottomani nella zona di Cattaro.

## Schieramenti
Le truppe ottomane erano del Sangiaccato d'Erzegovina governate da Čengić, in realtà un agente segreto al servizio della Repubblica di Venezia.
Čengić temeva che il suo tradimento sarebbe stato scoperto se si fosse rifiutato di attaccare Perasto quindi fu obbligato a dispiegare le forze.
Il comandante ottomano era il "dizdar" Mehmed-aga Rizvanagić, il quale oltre alla fanteria ottomana poteva contare sul sostegno navale delle fuste delle vicine Dulcigno e Castelnuovo, sotto dominio ottomano.
Le forze militari veneziane potevano contare solo su 43 uomini al comando di Krsto Vickov Visković, che potevano usufruire degli aiuti degli Aiduchi nella zona.
I veneziani avevano anche 30 navi da guerra che però potevano aiutare parzialmente in quanto erano in mare aperto.
La piccola fortezza sopra la città (La fortezza della Santa Croce) insieme alla catena di torri sparse per la città costruite dai veneziani era pronta all'assedio.

## Battaglia

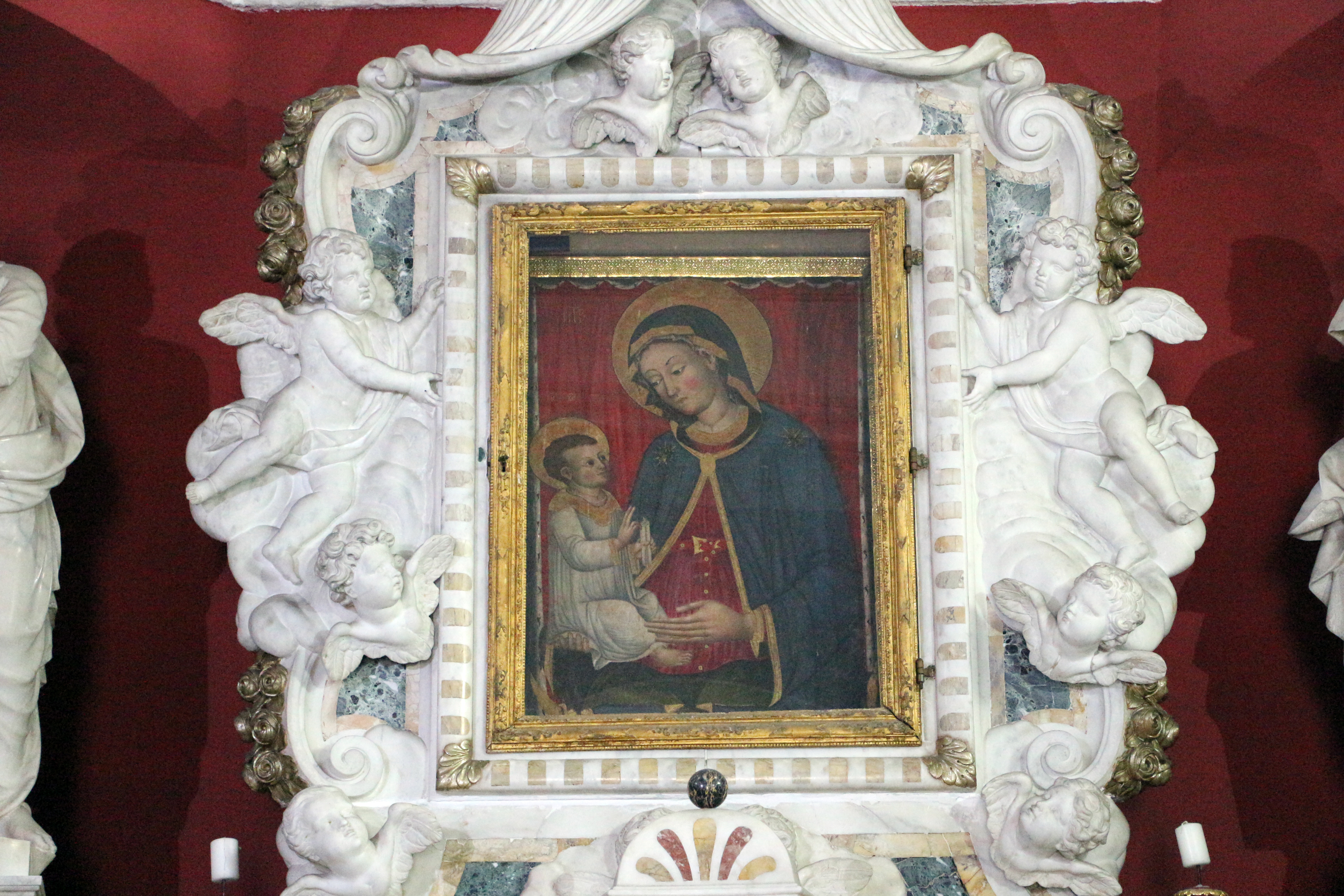
Icona miracolosa della Madonna col Bambino, di Lovro Dobričević prima metà del XV secolo

Le autorità di Perasto vennero preventivamente informate dell'imminente attacco ottomano da parte del sacerdote ortodosso Radul di Riđani, sicché la popolazione si mise subito al riparo.
Le forze di difesa si preparano in largo anticipo permettendo di risparmiare preziose munizioni da poter usare successivamente durante gli attacchi.
Durante la battaglia, le forze ottomane bruciarono il monastero di Banja e attaccarono la fortezza venendo prontamente respinte. Assieme agli Aiduchi reagirono con decisi attacchi che crearono il panico negli ottomani.
Le fonti differiscono per quanto riguarda le vittime ottomane. Secondo alcune fonti il comandante ottomano Rizvanbegović e 62 soldati ottomani furono uccisi durante la battaglia, mentre la maggior parte dei 200 ottomani feriti morirono poco dopo. Alcune fonti parlano di oltre 70 ottomani uccisi e 300 feriti. Per alcune fonti gli aiduchi avrebbero teso un'imboscata alle forze ottomane, uccidendo 80 soldati e feriti 800 oltre ad aver catturato Rizvanagić.  La maggior parte delle fonti concordano sul fatto che Rizvanagić fu ucciso in battaglia, probabilmente durante l'attacco ottomano a una delle torri della città (la torre di Mara Krilova).
Secondo la poesia epica, Rizvanbegović fu ucciso dal fucile dal fratello Tripo Burović. Durante questa battaglia, la madre del capitano veneziano Vicko Mažarević fu rapita dagli ottomani e portata a Trebigne dove morì.

## Conseguenze
Dopo la battaglia il Croato Petar Zrinski, felice della vittoria, visitò Perasto per tre giorni e donò una spada alla città. La spada reca iscrizioni in caratteri cirillici e latini con il disegno di un'aquila a due teste e un breve testo.  Questa spada è ancora conservata nella città.
Il 9 giugno 1654, la città di Perasto inviò a Venezia la richiesta dell'abolizione dal pagamento delle tasse per i successivi dieci anni. Il senato veneziano accolse favorevolmente la loro richiesta.
Andrija Zmajević scrisse una poesia dal titolo: "Boj peraški" (Battaglia di Perasto) dedicata alla celebrazione di questo evento. Un altro poema (Spjevanje događaja boja peraškoga) venne scritto dal frate cattolico Ivan Krušala.